# Brennender Dornbusch

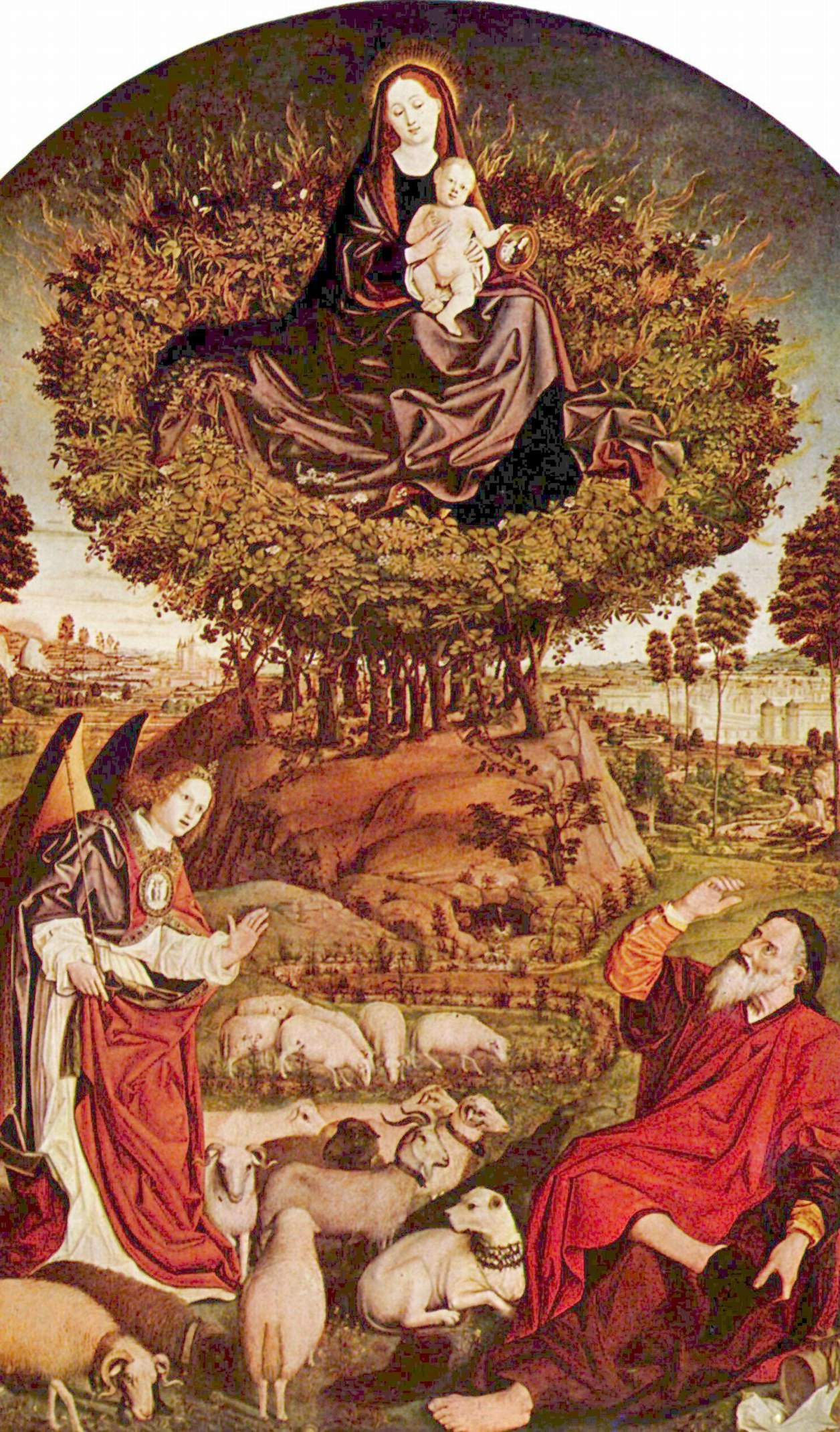
Mittelteil des Triptychons des brennenden Dornbuschs von Nicolas Froment in der Kathedrale von Aix-en-Provence

Die Biblische Erzählung vom brennenden Dornbusch (hebräisch הַסְּנֶה הַבּוֹעֵר ha-sneh ha-bo'er) (Ex 3,1  bis 4,17 ) beschreibt die erste Begegnung des Mose mit dem Gott JHWH. Dieser erscheint ihm auf dem Berg Horeb in einem brennenden Dornbusch, ruft ihn beim Namen und beauftragt ihn zur Befreiung der Israeliten aus der Sklaverei in Ägypten. Dabei stellt sich dieser Gott mit seinem exklusiven Namen vor (Ex 3,14). Die Texteinheit wird daher auch als Offenbarung des Gottesnamens oder als Berufung des Mose betitelt. Sie bildet den Auftakt der Erzählung vom Auszug aus Ägypten im 2. Buch Mose (Ex 3–15) des Tanach.

## Bedeutung des Gottesnamens
Der Gottesname, oft nach Ex 3,14  (אֶהְיֶה אֲשֶר אֶהְיֶה ehyeh ăšer ehyeh) übersetzt mit „Ich bin, der Ich sein werde“, nach der Septuaginta „Ich bin der Seiende“ (ἐγώ εἰμι ὁ ὤν egô eimi ho ôn), wurde von den Israeliten nur mit großer Ehrfurcht verwendet. Sie ersetzen das Tetragramm (Vierbuchstabenwort, JHWH) durch Ausdrücke wie „der Name“, „der Ewige“ oder „Adonai.“ Jesus von Nazaret verwendete die Dornbuschszene bei der Sadduzäerfrage als Schriftbeweis für die Auferstehung. Dabei wird Gott als der „Lebendige“ oder „als Gott der Lebendigen“ verstanden.
Der Alttestamentler Erich Zenger unterscheidet in der Selbstvorstellung Gottes in der Dornbuschszene vier Aspekte: Zuverlässigkeit, Unverfügbarkeit, Ausschließlichkeit und Unbegrenztheit.

## Sonstiges

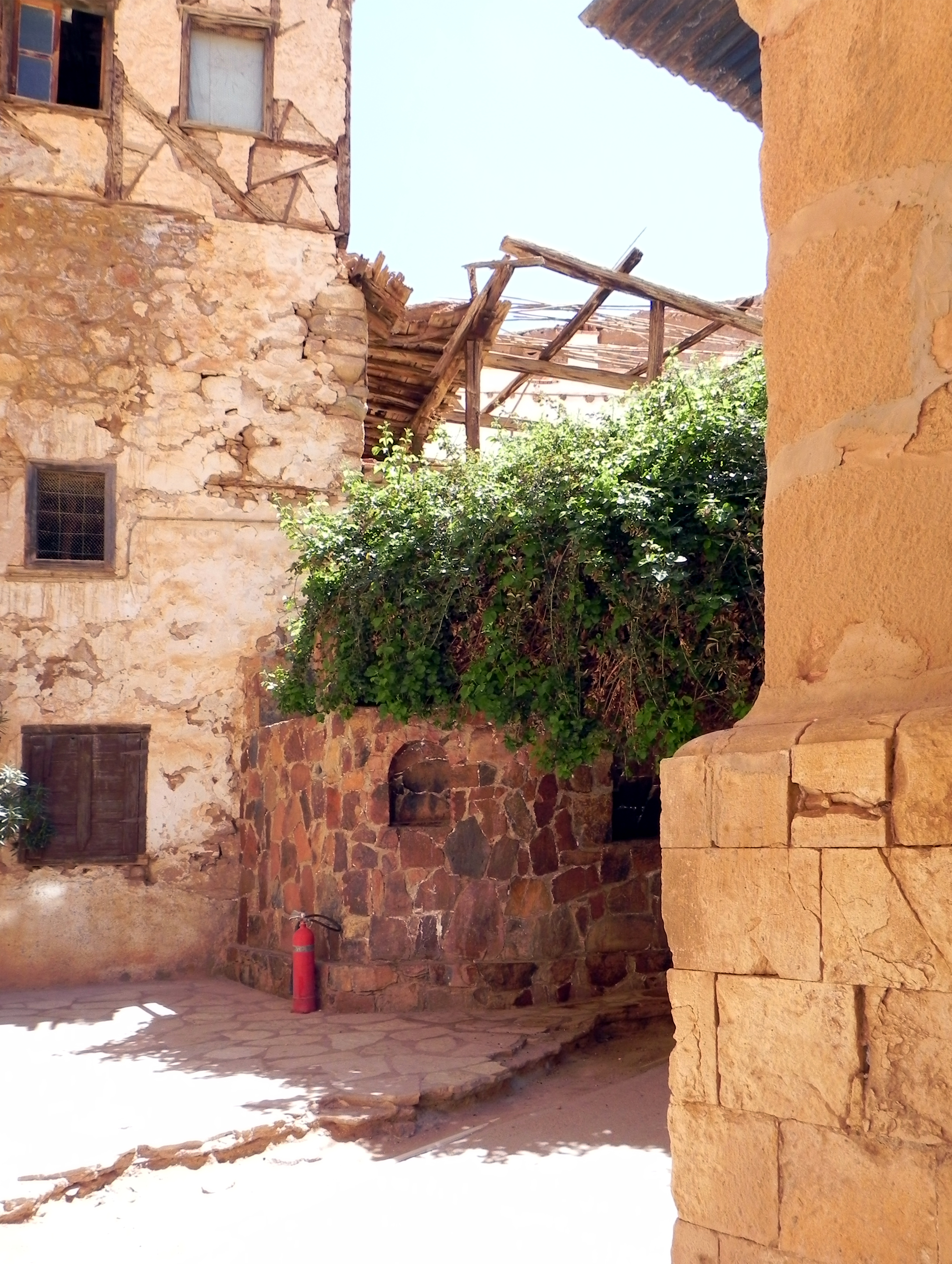
Der „brennende Dornbusch“ im Katharinenkloster auf dem Sinai

Ein Busch der Brombeerart Rubus sanctus wird heute im Katharinenkloster auf dem Sinai als Ableger des brennenden Busches verehrt.
Der Diptam (Dictamnus albus) aus der Familie der Rautengewächse wird auch „Brennender Busch“ genannt. Die Pflanze sondert aromatische Öle ab, die sich an heißen Tagen entzünden können. Als Vorbild für den brennenden Dornbusch in der Bibel kommt der Diptam aber kaum in Frage, weil er keine Dornen hat.
Das Motiv des brennenden Dornbuschs wurde in der Literatur und Musik aufgegriffen. Beispiele sind das Drama Der brennende Dornbusch von Oskar Kokoschka (1911) und das Opernfragment Moses und Aron von Arnold Schönberg.